# BA-10
BA-10 – samochód pancerny, konstrukcji radzieckiej, z okresu przed II wojną światową. Najliczniej produkowany, a jednocześnie ostatni sowiecki średni samochód pancerny.

## Opis konstrukcji
Prototyp samochodu pancernego BA-10 powstał w Zakładach Iżorskich w 1937 roku. Był to kolejny sowiecki średni samochód pancerny oparty na podwoziu ciężarówki GAZ-AAA. Podobnie jak w BA-6 zastosowano podwozie o zmniejszonym rozstawie osi, ale dodatkowo skrócono o 200 mm ramę podwozia. Dodatkowo wzmocniono przednią oś i wyposażono ją w amortyzatory hydrauliczne przejęte z samochodu M-1, oraz zastosowano silniejszy hamulec wału napędowego. W stosunku do starszych konstrukcji poprawiono także system wentylacji i chłodzenia silnika. Pojazd napędzany był silnikiem GAZ-M1. Był to czterocylindrowy silnik gaźnikowy o pojemności skokowej 3285 cm³ i mocy 52 KM przy 2800 obr./min. BA-10 był wyposażony w mechaniczną skrzynię biegów z czterema biegami do przodu i jednym wstecznym. Koła z oponami 6.50-20, na tylnych osiach podwójne, na przedniej pojedyncze. Opony wypełnione były gąbczastą gumą co zwiększyło odporność na ostrzał, ale zmniejszyło prędkość maksymalną. Rozstaw osi 3 m, rozstaw kół przednich 1,41 m, tylnych 1,42 m. Na koła tylnych mostów można było założyć gąsienice Overoll ułatwiające jazdę w terenie.
Na podwoziu osadzony był pancerny kadłub. Wykonywano go z walcowanych płyt ze stali pancernej. Wszystkie płyty były łączone ze sobą spawami. Grubość pancerza była zależna od narażenia danej części na ostrzał. Pancerz czołowy i boczny kadłuba miał grubość 10 mm, tył kadłuba 6-10 mm, dno 4 mm, strop 6 mm. Odlewany pancerz czołowy wieży miał również grubość 10 mm. Poza odlewaną osłoną jarzma armaty ona również wykonana była z walcowanych, a następnie tłoczonych płyt. Kształt kadłuba był zbliżony do starszych konstrukcji. Jego przednia część pełniła funkcję pancernej osłony silnika, dalej znajdowała się pancerna kabina mieszcząca kierowcę i strzelca kadłubowego czkm DT. Za kabiną kadłub obniżał się, a na jego stropie zamocowana była dwuosobowa wieża mieszcząca armatę czołgową 20K ob. 1934 kalibru 45 mm (ostatnie wozy wyposażono w nowszą armatę ob. 1938) i czkm DT.

## Warianty
Opracowano trzy wersje samochodu BA-10. Były to wozy liniowe bez radiostacji, wozy dowódcze z radiostacją 71-TK-1 oraz samochody pancerne-drezyny BA-64ŻD przystosowane do jazdy po torach. Według planów już w 1937 roku miano wyprodukować w Fabryce Iżorskiej pierwsze 80 pojazdów (60 BA-10 liniowych i 20 BA-10ŻD). Jednak pierwsze BA-10 powstały już w 1938 roku. Według planu w 1938 roku miało powstać 817 pojazdów, ale także tego planu nie zrealizowano. W 1939 roku równocześnie z produkcją BA-10 trwały prace nad zmodernizowaną wersją BA-10M. Miała ona mieć większą o około 300 kg masę. Dzięki zwiększeniu masy możliwe było udoskonalenie opancerzenia. Zmodyfikowano opancerzenie osłony chłodnicy silnika, osłony piast kół przednich, a także dodano osłony reflektorów (rzadko używane w praktyce). Wprowadzono także modyfikacje mechanizmu kierowniczego a na tylnych błotnikach zamocowano skrzynkowe, dodatkowe zbiorniki paliwa. Montaż zbiorników spowodował, że zaczepy do przewożenia gąsienic przeniesiono z błotników na tylny pancerz. Wóz wyposażono także w nową armatę ob. 1938 i nowe przyrządy celownicze. Wszystkie BA-10M miały otrzymać radiostację (początkowo 71-TK-1, ostatnie 71-TK0-3). Pierwsze 25 BA-10M powstało w 1939 roku (wojsko przyjęło 23 z nich). W 1940 roku produkcję BA-10 zakończono i produkowano już tylko BA-10M. Także one posiadały wersję przystosowaną do jazdy po szynach oznaczoną jako BA-10MŻD.

## Produkcja
Po 22 czerwca 1941 roku zbudowano tylko 331 BA-10M. Ich produkcję zakończono we wrześniu 1941 roku. Zakończenie produkcji było związane z okrążeniem Leningradu przez wojska niemieckie i częściową ewakuacją Zakładów Iżorskich na wschód. Produkcji BA-10M w innych zakładach nie uruchomiono uznając że mogą być zastąpione przez lekkie czołgi T-60 i T-70.
| Produkcja samochodów pancernych BA-10/BA-10ŻD/BA-10M |      |      |      |      |       |
| Rok                                                  | 1938 | 1939 | 1940 | 1941 | Razem |
| Wyprodukowano, szt.                                  | 489  | 904  | 1002 | 916  | 3311  |

## Służba

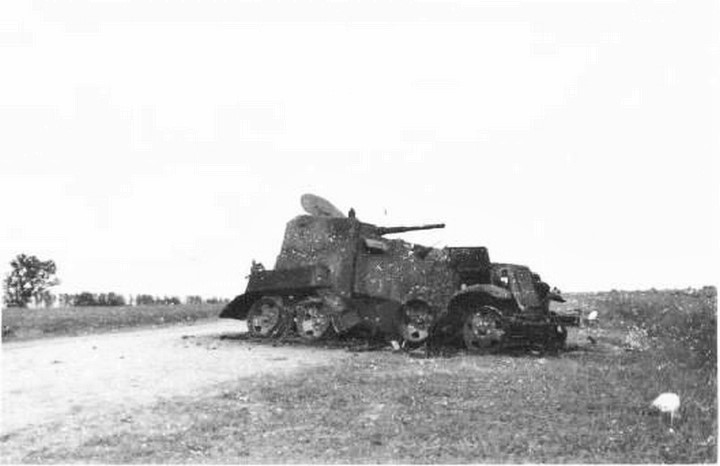
BA-10M zniszczony podczas bitwy nad Chałchin-Goł

Wyprodukowane pojazdy trafiały od pierwszych miesięcy 1938 roku do pododdziałów samochodów pancernych w oddziałach rozpoznawczych dywizji strzeleckich i kawalerii, oraz korpusów zmechanizowanych (później przemianowanych na pancerne) uzupełniając, a następnie zastępując samochody pancerne BA-I, BA-3 i BA-6. BA-10 były najczęściej grupowane w plutony (3-5 wozów) lub kompanie (10-15 wozów). Trafiły także do sformowanych w Zabajkalskim Okręgu Wojskowym samodzielnych brygad składających się z dowództwa, batalionu średnich samochodów pancernych, batalionu rozpoznawczego i batalionu karabinów maszynowych. Brygady te liczyły ok. 80 średnich i ok. 30 lekkich samochodów pancernych. 7, 8 i 9 Brygada wzięły udział w walkach nad jeziorem Chasan w 1938 i rzeką Chałchin-Goł w 1939 roku. Później brygady te rozformowano, a ich sprzęt przydzielono mniejszym oddziałom. Uzbrojone w BA-10 oddziały wzięły następnie udział w agresji na Polskę, aneksji Besarabii i wojnie zimowej. 1 grudnia 1940 roku na stanie RKKA było 2140 BA-10 i BA-10M, a 22 czerwca 1941 roku 2980 tych pojazdów, a więc były one typowym uzbrojeniem pododdziałów rozpoznawczych RKKA. Po zaprzestaniu produkcji ich liczba w jednostkach zaczęła spadać. Wyprodukowane wozy były nadal używane, ale coraz częściej zastępowały je lekkie czołgi T-60 i T-70 posiadające lepsze możliwości poruszania się w terenie. Po 1943 roku prawdopodobnie zniknęły z uzbrojenia pierwszoliniowych jednostek RKKA.
Kilkanaście BA-10 zdobytych przez Finów było używanych pod oznaczeniem BAF-C lub BA-32-3. Po ataku niemieckim w czerwcu 1941 roku duża liczba tych pojazdów została przejęta przez Niemców i wcielona do oddziałów Wehrmachtu, Waffen-SS, oraz policji i innych służb bezpieczeństwa. Niemcy oznaczyli je jako BA-10(r). Wykorzystywano je głównie do zwalczania partyzantki na okupowanych terenach. Także wojska rumuńskie które zdobyły od czerwca do października 1941 roku 103 sowieckie samochody pancerne, wdrożyły do służby pewną liczbę BA-10, ale brak informacji o ich dalszym losie.
Poza RKKA i armiami które wcieliły do uzbrojenia zdobyczne BA-10 wozy te znalazły się na uzbrojeniu armii mongolskiej. Niewielką liczbę tych wozów przekazano jej w 1938 lub 1939 roku. Miał je między innymi jeden z dywizjonów mongolskiej 8 Dywizji Kawalerii biorącej udział w walkach nad rzeką Chalchyn gol.